# Pärnu-Jaagupi
Pärnu-Jaagupi är en köping som utgör den ena centralorten i Põhja-Pärnumaa kommun i landskapet Pärnumaa i sydvästra Estland. Orten ligger cirka 90 kilometer söder om huvudstaden Tallinn på en höjd av 31 meter över havet och hade 1 341 invånare 2010.
Mellan 1991 och 1996 utgjorde köpingen en egen kommun (en köpingskommun) för att därefter fram till kommunreformen 2017 utgöra centralort i dåvarande Halinga kommun.

## Geografi
Terrängen runt Pärnu-Jaagupi är mycket platt. Runt Pärnu-Jaagupi är det glesbefolkat, med 8 invånare per kvadratkilometer. Pärnu-Jaagupi är det största samhället i trakten. Omgivningarna runt Pärnu-Jaagupi är en mosaik av jordbruksmark och naturlig växtlighet.

### Klimat
Årsmedeltemperaturen i trakten är 3 °C. Den varmaste månaden är juli, då medeltemperaturen är 18 °C, och den kallaste är februari, med −10 °C.
1. ↑  Framräknat ur variansen i alla höjduppgifter (DEM 3") från Viewfinder Panoramas, inom 10 km radie.[2] Mer om algoritmen finns här: Användare:Lsjbot/Algoritmer.